# 异杜父鱼属
异杜父鱼属（学名：Atopocottus）是杜父鱼科下的一个属。

## 下属物种
本属包括以下物种：
- 异杜父鱼 Atopocottus tribranchius Bolin, 1936